# Сосновка (Совєтський район)
Сосно́вка (рос. Сосновка) — село (колишнє селище) у складі Совєтського району Алтайського краю, Росія. Входить до складу Шульгінської сільської ради.

## Населення
Населення — 235 осіб (2010; 255 у 2002).
Національний склад (станом на 2002 рік):
- росіяни — 92 %